# John and the Hole
John and the Hole es una película de drama estadounidense de 2021 dirigida por Pascual Sisto y escrita por Nicolás Giacobone. Una adaptación del cuento corto de Giacobone, El Pozo, la película está protagonizada por Charlie Shotwell, Michael C. Hall, Jennifer Ehle y Taissa Farmiga. La película gira en torno a un niño que descubre un búnker sin terminar en los bosques vecinos de su casa.
La película fue seleccionada para el Festival Internacional de Cine de Cannes de 2020 y tuvo su estreno mundial en el Festival de Cine de Sundance de 2021 el 29 de enero de 2021.   Fue estrenada el 6 de agosto de 2021 por IFC Films.

## Argumento
Un suspenso psicológico sobre la mayoría de edad que representa la inquietante realidad de un niño (Charlie Shotwell) que mantiene cautiva a su familia en un agujero en el suelo.

## Reparto
- Charlie Shotwell como John
- Jennifer Ehle como Anna
- Michael C. Hall como Brad
- Taissa Farmiga como Laurie
- Ben O'Brien como Peter
- Lucien Spelman como Charlie
- Tamara Hickey como Paula
- Elijah Ungvary como Tennis Coach
- Georgia Lyman como Gloria
- Samantha LeBretton como Lily

## Producción
La película es el debut como director de Pascual Sisto y fue escrita por Nicolás Giacobone. La película es la primera adaptación cinematográfica del cuento El Pozo de Giacobone.
La fotografía principal de la película tuvo lugar en Massachusetts (Lexington, Lincoln y Norwood). El rodaje comenzó en octubre de 2019 y duró 23 días. La banda sonora es de la compositora italiana Caterina Barbieri.

## Estreno
La película fue parte de la selección oficial del Festival Internacional de Cine de Cannes de 2020. El festival no se llevó a cabo en su forma física debido a la Pandemia de COVID-19. En una red social, Pascual Sisto confirmó que el estreno de la película se pospuso para 2021. En noviembre de 2020, la película aparece en la Lista de IndieWire junto con los estrenos esperados en el Festival de cine de Sundance de 2021. Al mes siguiente, debido a la película, Pascual Sisto es nombrado por Variety como uno de los diez directores más esperados para 2021.
En enero de 2021, aparece en la lista de TheWrap de las 14 películas más populares a la venta en el Festival de Sundance, y en la lista de GQ (México) de las películas más esperadas del año.
La película tuvo su estreno mundial en el Festival de Cine de Sundance de 2021 el 29 de enero de 2021. Fue estrenada el 6 de agosto de 2021 por IFC Films.